# Heterospilus brasilophagus
Heterospilus brasilophagus är en stekelart som beskrevs av Marsh och Melo 1999. Heterospilus brasilophagus ingår i släktet Heterospilus och familjen bracksteklar. Inga underarter finns listade i Catalogue of Life.